# Сільві Саба
Сільві Саба (фр. Sylvie Sabas; нар. 19 лютого 1972) — колишня французька тенісистка.
Найвищу одиночну позицію світового рейтингу — 152 місце досягла 26 липня 1993, парну — 134 місце — 15 жовтня 1990 року.
Здобула 2 одиночні та 1 парний титул туру ITF.
Найвищим досягненням на турнірах Великого шолома було 2 коло в парному розряді.
Завершила кар'єру 1996 року.

## Фінали ITF

### Одиночний розряд (2–1)
| Легенда         |
| --------------- |
| турніри $25,000 |
| турніри $10,000 |

| Результат | Ранг | Дата            | Турнір                  | Покриття | Суперниця         | Рахунок       |
| --------- | ---- | --------------- | ----------------------- | -------- | ----------------- | ------------- |
| Поразка   | 1.   | 22 січня 1990   | Гельсінкі, Фінляндія    | Килим    | Амі Єнссон Роголт | 6–4, 4–6, 3–6 |
| Перемога  | 2.   | 3 лютого 1992   | Суонсі, Велика Британія | Тверде   | Їтка Дубцова      | 6–1, 6–1      |
| Перемога  | 3.   | 22 березня 1993 | Брест, Франція          | Тверде   | Нансі Фебер       | 6–3, 6–4      |

### Парний розряд (1–1)
| Результат | Ранг | Дата          | Турнір                     | Покриття | Партнерка     | Суперниці                          | Рахунок  |
| --------- | ---- | ------------- | -------------------------- | -------- | ------------- | ---------------------------------- | -------- |
| Перемога  | 1.   | 6 серпня 1990 | Будапешт, Угорщина         | Ґрунт    | Сандрін Тестю | Дениса Крайчовичова Алісе Ногачова | 6–3, 6–4 |
| Поразка   | 2.   | 8 травня 1995 | Ле-Туке-Парі-Плаж, Франція | Ґрунт    | Юлія Апостолі | Амелі Моресмо Аманда Вейнрайт      | 4–6, 2–6 |